# 国際ファッション専門職大学の人物一覧
国際ファッション専門職大学の人物一覧は国際ファッション専門職大学に関係する人物の一覧記事。

## 著名な教職員
- 近藤誠一（学長） - 文化行政
- 永澤陽一（教授・学部長） - ファッションデザイナー
- 白羽弥仁（大阪ファッションクリエイション・ビジネス学科講師） - 映像
- 田中雅一（大阪ファッションクリエイション・ビジネス学科教授・副学長） - 比較文化論
- 東ゆみこ（ファッションビジネス学科教授） - 比較文化論
- 平松隆円（大阪ファッションクリエイション・ビジネス学科講師） - 化粧心理学、化粧文化論、ブランド戦略、新事業創出